# 克莱门特·鲁索
克莱门特·鲁索（義大利語：Clemente Russo，1982年7月27日—），意大利男子拳击运动员。他曾代表意大利参加2004年、2008年、2012年和2016年夏季奥林匹克运动会拳击比赛，共获得二枚银牌。